# جون بليك جونيور
جون بليك جونيور (بالإنجليزية: John Blake, Jr.)‏ هو أستاذ جامعي وعازف جاز أمريكي، ولد في 3 يوليو 1947 في فيلادلفيا في الولايات المتحدة، وتوفي بنفس المكان في 15 أغسطس 2014 بسبب ورم نخاعي متعدد.

## وصلات خارجية
- جون بليك جونيور على موقع ميوزك برينز (الإنجليزية)
- جون بليك جونيور على موقع أول ميوزيك (الإنجليزية)
- جون بليك جونيور على موقع ديسكوغز (الإنجليزية)